# Reginald Victor Jones

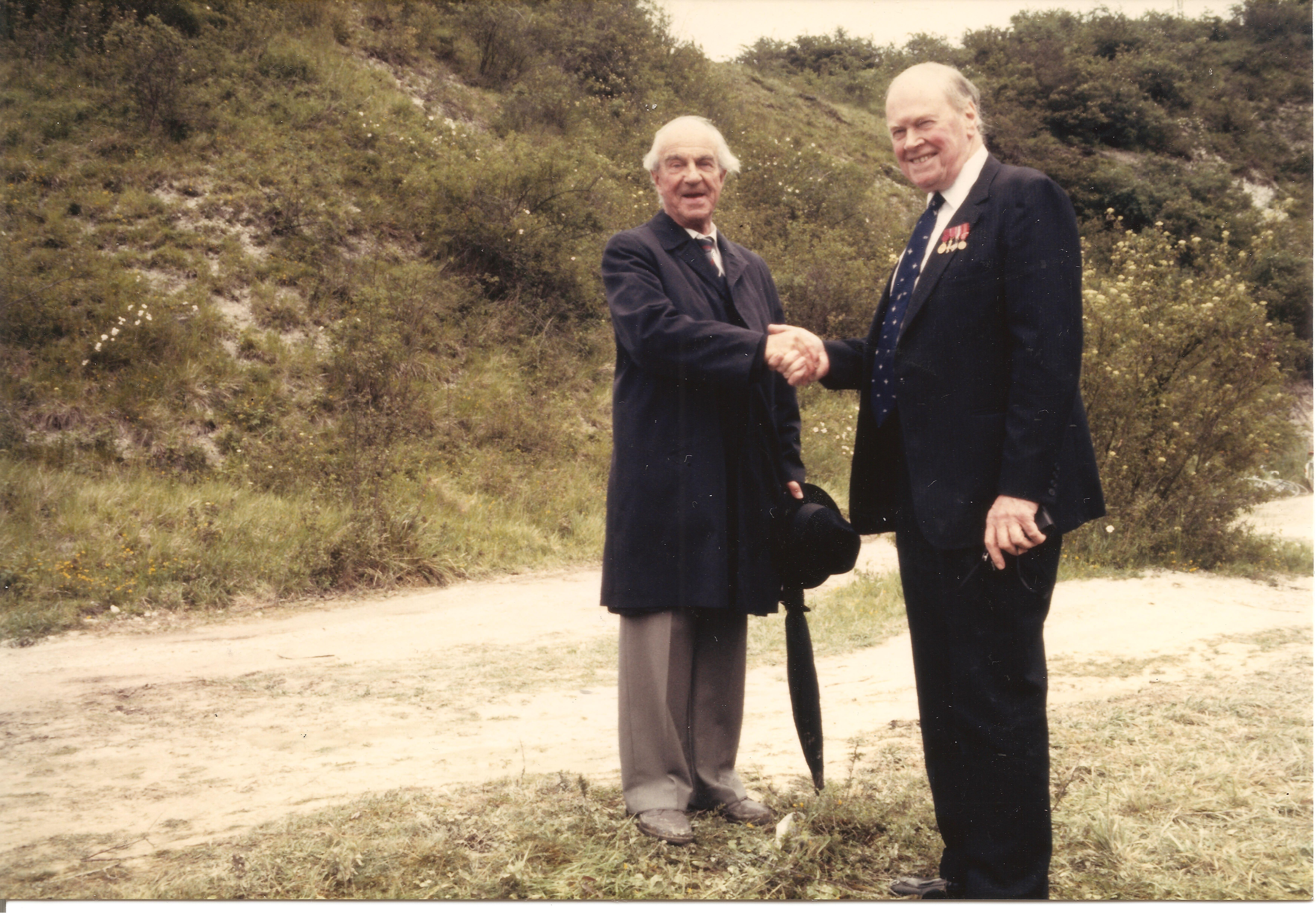
Reginald Victor Jones (rechts) und Werner Flos, 1987

Reginald Victor Jones CH CB CBE FRS (meist R. V. Jones zitiert; * 29. September 1911 in Dulwich, London; † 17. Dezember 1997 in Aberdeen) war ein britischer Physiker, der als wissenschaftlicher Geheimdienstoffizier eine wichtige Rolle auf britischer Seite im Zweiten Weltkrieg spielte.

## Leben
Jones ging in Dulwich zur Schule und studierte an der Universität Oxford Physik. 1932 machte er seinen Abschluss und arbeitete im Clarendon Laboratory der Universität. 1934 promovierte er dort und erhielt ein Stipendium für Astronomie am Balliol College. Ab 1936 arbeitete er an Problemen der Luftverteidigung im Forschungszentrum des britischen Luftfahrtministeriums in Farnborough. Während des Zweiten Weltkriegs arbeitete er für den britischen Geheimdienst als Wissenschaftler, was damals eine Novität war. Insbesondere oblag ihm die Auswertung des Stands der deutschen militärischen Forschung und die Entwicklung entsprechender Gegenmaßnahmen. Frühzeitig wies er dabei auf die Authentizität des „Oslo-Reports“ hin, den der deutsche Physiker Hans Ferdinand Mayer den Briten 1939 anonym zukommen ließ. In der Luftschlacht um England gelang es ihm 1940, das deutsche funkgesteuerte Bomber-Zielsuchsystem Knickebein zu analysieren und in der Folge eine Reihe von erfolgreichen Gegenmaßnahmen (die den Änderungen auf deutscher Seite jeweils angepasst wurden) einzuleiten. Hierbei wurde er durch entzifferte Funksprüche der Luftwaffe unterstützt, die er von seinem Landsmann Frederick Norman, genannt „Bimbo“, aus Bletchley Park erhielt. Schon 1937 hatte Jones die Idee, Radar durch Streifen von Aluminiumfolie zu stören (Düppel), was 1942 von Joan Curran auf britischer Seite weiterentwickelt wurde und dann auch 1943 bei den Luftangriffen auf Hamburg erstmals zum Einsatz kam. Auch die Deutschen hatten ähnliche Ideen, beide Seiten zögerten aber mit dem Einsatz aus Angst, den Gegner auf dieselbe Idee zu bringen.
Jones war auch Experte für das deutsche V2-Raketensystem und leitete die Täuschung der Deutschen über die Zielerfolge in London mit Hilfe des Double-Cross-Systems umgedrehter deutscher Agenten.
1946 wurde er Professor an der University of Aberdeen, wo er bis zu seiner Emeritierung 1981 blieb. Dort beschäftigte er sich mit der Verbesserung unterschiedlichster Messinstrumente.
1942 wurde er Commander of the British Empire (CBE) für seine Rolle bei der Operation Biting, einem Kommandounternehmen zur Erbeutung deutscher Radartechniken in Bruneval. 1946 wurde er Companion of the Order of Bath (CB) und 1994 Mitglied des Order of the Companions of Honour (CH). Nach ihm ist der R. V. Jones Intelligence Award der CIA benannt, dessen erster Preisträger Jones 1993 war. 1949 wurde er Fellow der Royal Society of Edinburgh und 1965 der Royal Society of London. Er war mehrfacher Ehrendoktor, unter anderem von seiner Universität Aberdeen. Nach seinem halb autobiographischen Buch Most Secret War wurde eine BBC-Dokumentation gedreht, die 1977 ausgestrahlt wurde. 1981 hielt er die renommierte Weihnachtsvorlesung der Royal Institution (From Magna Carta to Microchip).

## Schriften
- Most secret war: British scientific intelligence 1939–1945. Hamilton, London 1998, ISBN 1-85326-699-X (Erstausgabe 1978, amerikanische Ausgabe unter dem Titel: The wizard war).
- New light on Star Wars: a contribution to the SDI debate. Centre for Policy Studies, London 1985, ISBN 0-905880-89-7
- Instruments and experiences. Wiley, Chichester, New York 1988, ISBN 0-471-91763-X
- Reflections on intelligence. Heinemann, London 1989, ISBN 0-434-37724-4